# Delta-v
En física, delta-v refiere a una diferencia en la velocidad.
Dependiendo de la situación de delta-v se puede referir a ella como un vector ({\displaystyle \Delta \mathbf {v} \,}) o un escalar ({\displaystyle \Delta {v}\,}). En ambos casos es igual a la aceleración (vector o escalar) integrada en el tiempo:
{\displaystyle \Delta \mathbf {v} =\mathbf {v} _{1}-\mathbf {v} _{0}=\int _{t_{0}}^{t_{1}}\mathbf {a} \,dt} (versión vector)
{\displaystyle \Delta {v}={v}_{1}-{v}_{0}=\int _{t_{0}}^{t_{1}}{a}\,dt} (versión escalar)
donde:
- {\displaystyle \mathbf {v_{0}} \,} o {\displaystyle {v_{0}}\,} es el vector velocidad inicial o escalar en el momento {\displaystyle t_{0}\,},
- {\displaystyle \mathbf {v_{1}} \,} o {\displaystyle {v_{1}}\,} es el objetivo de vector de velocidad o escalar en el momento {\displaystyle t_{1}\,}.

## Astrodinámica
En astrodinámica delta-v es una medida escalar para la cantidad de "esfuerzo" necesario para llevar a cabo una maniobra orbital, es decir, el cambio desde una órbita hasta otra. La delta-v la da normalmente el empuje de un motor de cohete. El valor temporal de la delta-v es la cantidad de la aceleración, es decir, el empuje por kilogramo de la masa del cohete en ese momento. El valor real de la aceleración es la suma del vector gravedad y el vector empuje.
Sin gravedad delta-v es, en el caso de empuje en la dirección de la velocidad, simplemente el cambio en la velocidad. Sin embargo, en un campo gravitatorio, las órbitas que no son circulares incorporan cambios en la velocidad sin requerir ninguna delta-v, mientras que la gravedad puede hacer que la velocidad sea menos que delta-v.
La ecuación del cohete de Tsiolskovski muestra que la cantidad requerida de propelente pueden aumentar drásticamente, y la carga útil puede reducirse también drásticamente si hace falta una mayor delta-v. Por ello, en los sistemas modernos de propulsión de naves espaciales, se estudia considerablemente la manera de reducir la delta-v total necesaria para un vuelo espacial dado, así como diseños de naves espaciales capaces de conseguir altos delta-v.
Para el primero, ver la órbita de transferencia de Hohmann y el giro gravitacional; además, un elevado empuje reduce la pérdida debida a la gravedad.
Para el segundo las posibilidades son:
- Usar varias fases.
- Elevado impulso específico.
- Dado que un empuje elevado no se puede combinar con un impulso específico elevado, se usan diferentes técnicas de motor a diferentes partes del trayecto espacial (las que tienen mayor empuje para el lanzamiento desde la tierra).
- Reducir la "masa en vacío" (masa sin propelente) manteniendo la capacidad de llevar mucho propelente, usando materiales ligeros pero resistentes; cuando los demás factores son iguales, es mejor que el propelente tenga mayor densidad ya que así la misma masa requiere tanques más pequeños.

La delta-v se necesita también para mantener satélites en órbita y se gasta en maniobras de mantenimiento orbital de estaciones.

## Lanzamiento
- Para enviar a órbita baja terrestre — se necesitan no solo de 0 a 7,8 km/s, sino también de 1,5 a 2 km/s debido al rozamiento atmosférico y la pérdida gravitacional.
- Reentrada desde LEO.

## Delta-v necesaria para el mantenimiento de estaciones
| Maniobra                        |  | Altitud   |  | Delta-v media por año |  | m/s máximo por año |
|                                 |  | [km]      |  | [m/s]                 |  | [m/s]              |
| ------------------------------- |  | --------- |  | --------------------- |  | ------------------ |
| mantenimiento de estación       |  |           |  | 50 – 55               |  |                    |
| Compensación de rozamiento      |  | 400 – 500 |  | <25                   |  | <100               |
| Compensación de rozamiento      |  | 500 – 600 |  | <5                    |  | <25                |
| Compensación de rozamiento      |  | >600      |  |                       |  | <7,5               |
| Control de actitud (3-ejes)     |  |           |  | 2 – 6                 |  |                    |
| Rotación o anti-rotación        |  |           |  | 5 – 10                |  |                    |
| Separación de la fase de empuje |  |           |  | 5 – 10                |  |                    |
| Momento de descarga             |  |           |  | 2 – 6                 |  |                    |

## Delta-v interplanetaria
| Maniobra                                                  | Maniobra | Maniobra                                        |  | Delta-v necesaria |
| Desde:                                                    |          | Hasta:                                          |  | [m/s]             |
| --------------------------------------------------------- | -------- | ----------------------------------------------- |  | ----------------- |
| Tierra: Superficie                                        |          | Tierra: Órbita baja                             |  | 9300-10000        |
| Tierra: Órbita baja                                       |          | Tierra: Órbita de transferencia geoestacionaria |  | 2500              |
| Tierra: Órbita de transferencia geoestacionaria           |          | Tierra: Órbita geoestacionaria                  |  | 1500              |
| Tierra: Órbita de transferencia geoestacionaria (perigeo) |          | Tierra: Órbita de escape                        |  | 700               |
| Tierra Órbita de escape                                   |          | Luna: Órbita baja                               |  | 700               |
| Tierra Órbita de escape                                   |          | Marte: Órbita de transferencia de Hohmann       |  | 600               |
| Tierra: Órbita baja                                       |          | Marte: Superficie                               |  | 4800              |
| Tierra: Órbita baja                                       |          | Escape del sistema solar                        |  | 8700              |
| Luna: Órbita baja                                         |          | Luna: Superficie                                |  | 1600              |
| Marte: Superficie                                         |          | Marte: Órbita baja                              |  | 4100              |
| Marte: Órbita de captura                                  |          | Marte: Órbita de transferenciade mínima energía |  | 900               |
| Marte: Órbita baja                                        |          | Fobos: Órbita de transferencia de Hohmann       |  | 900               |
| Fobos: Órbita de transferencia                            |          | Deimos: Órbita de transferencia                 |  | 300               |
| Deimos: Órbita de transferencia                           |          | Deimos: Superficie                              |  | 700               |
| Fobos: Órbita de transferencia                            |          | Fobos: Superficie                               |  | 500               |